# Просто типизированное лямбда-исчисление
Просто типизированное лямбда-исчисление (простое типизированное лямбда-исчисление, лямбда-исчисление с простыми типами, система {\displaystyle \lambda ^{\rightarrow }}) — система типизированного лямбда-исчисления, в которой лямбда-абстракции приписывается специальный «стрелочный» тип. Эта система была предложена Алонзо Чёрчем в 1940 году. Для близкого к лямбда-исчислению формализма комбинаторной логики похожая система рассматривалась Хаскеллом Карри в 1934 году.

## Формальное описание

### Синтаксис типов и термов
В базовой версии системы {\displaystyle \lambda ^{\rightarrow }} типы конструируются из набора переменных с помощью единственного бинарного инфиксного конструктора {\displaystyle \rightarrow }. По традиции для переменных типа используют греческие буквы, а оператор {\displaystyle \rightarrow } считают правоассоциативным, то есть {\displaystyle \alpha \rightarrow \beta \to \gamma } является сокращением для {\displaystyle \alpha \rightarrow (\beta \to \gamma )}. Буквы из второй половины греческого алфавита ({\displaystyle \sigma }, {\displaystyle \tau }, и т.д.) часто используются для обозначения произвольных типов, а не только переменных типа.
Различают две версии просто типизированной системы. Если в качестве термов используются те же термы, что и в бестиповом лямбда-исчислении, то систему называют неявно типизированной или типизированной по Карри. Если же переменные в лямбда-абстракции аннотируются типами, то систему называют явно типизированной или типизированной по Чёрчу. В качестве примера приведём тождественную функцию в стиле Карри: {\displaystyle \lambda x.~x}, и в стиле Чёрча: {\displaystyle \lambda x\!:\!\alpha .~x}.

### Правила редукции
Правила редукции не отличаются от правил для бестипового лямбда-исчисления. {\displaystyle \beta }-редукция определяется через подстановку
{\displaystyle (\lambda x\!:\!\sigma .~M)~N\ \to _{\beta }\ M[x:=N]}.
{\displaystyle \eta }-редукция определяется так
{\displaystyle \lambda x\!:\!\sigma .~M~x\ \to _{\eta }\ M}.
Для {\displaystyle \eta }-редукции требуется, чтобы переменная {\displaystyle x} не была свободной в терме {\displaystyle M}.

### Контексты типизации и утверждения типизации
Контекстом называется множество утверждений о типизации переменных, разделённых запятой, например,
{\displaystyle f\!:\!(\beta \to \gamma ),g\!:\!(\alpha \to \beta ),x\!:\!\alpha }
Контексты обычно обозначают прописными греческими буквами: {\displaystyle \Gamma ,\Delta }. В контекст можно добавить «свежую» для этого контекста переменную: если {\displaystyle \Gamma } — допустимый контекст, не содержащий переменной {\displaystyle x}, то {\displaystyle \Gamma ,x\!:\!\alpha } — тоже допустимый контекст.
Общий вид утверждения о типизации таков:
{\displaystyle \Gamma \vdash M\!:\!\sigma }
Это читается следующим образом: в контексте {\displaystyle \Gamma } терм {\displaystyle M} имеет тип {\displaystyle \sigma }.

### Правила типизации (по Чёрчу)
В просто типизированном лямбда-исчислении приписывание типов термам осуществляется по приведённым ниже правилам. 
Аксиома. Если переменной {\displaystyle x} присвоен в контексте тип {\displaystyle \sigma }, то в этом контексте {\displaystyle x} имеет тип {\displaystyle \sigma }. В виде правила вывода:
| {\displaystyle {x\!:\!\sigma \in \Gamma } \over {\Gamma \vdash x\!:\!\sigma }} |

Правило введения {\displaystyle \rightarrow }. Если в некотором контексте, расширенном утверждением, что {\displaystyle x} имеет тип {\displaystyle \sigma }, терм {\displaystyle M} имеет тип {\displaystyle \tau }, то в упомянутом контексте (без {\displaystyle x}), лямбда-абстракция {\displaystyle \lambda x\!:\!\sigma .~M} имеет тип {\displaystyle \sigma \to \tau }. В виде правила вывода:
| {\displaystyle {\Gamma ,x\!:\!\sigma \vdash M\!:\!\tau } \over {\Gamma \vdash (\lambda x\!:\!\sigma .~M)\!:\!(\sigma \to \tau )}} |

Правило удаления {\displaystyle \rightarrow }. Если в некотором контексте терм {\displaystyle M} имеет тип {\displaystyle \sigma \to \tau }, а терм {\displaystyle N} имеет тип {\displaystyle \sigma }, то применение {\displaystyle M~N} имеет тип {\displaystyle \tau }. В виде правила вывода:
| {\displaystyle {\Gamma \vdash M\!:\!(\sigma \to \tau )\quad \Gamma \vdash N\!:\!\sigma } \over {\Gamma \vdash (M~N)\!:\!\tau }} |

Первое правило позволяет приписать тип свободным переменным, задав их в контексте. Второе правило позволяет типизировать лямбда-абстракцию стрелочным типом, убирая из контекста связываемую этой абстракцией переменную. Третье правило позволяет типизировать аппликацию (применение) при условии, что левый аппликант имеет подходящий стрелочный тип.
Примеры утверждений о типизации в стиле Чёрча:
{\displaystyle x\!:\!\alpha \vdash x\!:\!\alpha }     (аксиома)
{\displaystyle \vdash (\lambda x\!:\!\alpha .~x)\!:\!(\alpha \to \alpha )}     (введение {\displaystyle \rightarrow })
{\displaystyle f\!:\!(\beta \to \gamma \to \delta ),y\!:\!\beta \vdash (f~y)\!:\!(\gamma \to \delta )}      (удаление {\displaystyle \rightarrow })

## Свойства
- Просто типизированная система обладает свойством типовой безопасности: при {\displaystyle \beta }-редукциях тип лямбда-терма остаётся неизменным, а сама типизация не мешает продвижению вычислений.
- В 1967 году Уильям Тэйт доказал[3], что {\displaystyle \beta }-редукция для просто типизированной системы обладает свойством сильной нормализации: любой допустимый терм за конечное число {\displaystyle \beta }-редукций приводится к единственной нормальной форме. Как следствие {\displaystyle \beta \eta }-эквивалентность термов оказывается разрешимой в этой системе.
- Изоморфизм Карри — Ховарда связывает просто типизированное лямбда-исчисление с так называемой «минимальной логикой» (фрагментом интуиционистской логики высказываний, включающим только импликацию): населённые типы являются в точности тавтологиями этой логики, а термы соответствуют доказательствам, записанным в форме естественного вывода.